# معادن الزرنيخات
معادن الزرنيخات هي معادن تحوي في تركيبها على أيون الزرنيخات 3−AsO4، وأحياناً وبنسبة أقل على أيون AsO3(OH)−2، الذي يكتب أيضاً على الشكل 2−HAsO4.
تندرج معادن الزرنيخات وفق تصنيف دانا، وتصنيف شترونز، ضمن نصتيف معادن الفوسفات الأشمل.

## أمثلة
- فارماكوليت Ca(AsO3OH)•2H2O
- أنديروبرتسيت KCdCu5(AsO4)4(H2AsO4)•2H2O
- أنابيرغيت Ni3(AsO4)2·8H2O
- أوستينيت (CaZn(AsO4)(OH
- كلينوكلاس Cu3(AsO4)(OH)3
- كونيكالسيت (CaCu(AsO4)(OH
- كورنوبيت Cu5(AsO4)2(OH)4
- كورنواليت Cu2+5(AsO4)2(OH)2
- إريثريت Co3(AsO4)2•8H2O
- ميميتيت Pb5(AsO4)3Cl
- أوليفينيت Cu2(AsO4)OH